# Vuelta a España 2022/11. Etappe
Die 11. Etappe der Vuelta a España 2022 fand am 31. August 2022 statt und führte die 77. Austragung des spanischen Etappenrennens entlang der Küste weiter in Richtung Süden. Die Strecke startete beim Sitz des spanischen Wurst- und Fleischwaren-Herstellers ElPozo in der Stadt Alhama de Murcia und endete nach 191,2 Kilometern beim Cabo de Gata. Nach der Zielankunft hatten die Fahrer insgesamt 1650,3 Kilometer absolviert, was 50,3 % der Gesamtdistanz der Rundfahrt entsprach.

## Streckenführung
Nach dem Start beim Sitz von ElPozo ging es zunächst durch die Stadt Alhama de Murcia, ehe auf der weiteren Fahrt Richtung Südwesten auch Totana und Lorca durchfahren wurden. Anschließend führte die Strecke vermehrt in Richtung Süden, wobei Pulpí passiert wurde, ehe bei Pozo del Esparto nach 75 gefahrenen Kilometern die Küste erreicht wurde. Nun folgten die Fahrer der Küstenstraße der AL-7107 bis Garrucha, wo die bislang größtenteils flache Strecke in hügligeres Terrain mündet. So ging es beispielsweise über den Mirador de la Granatilla, der nach rund 118 Kilometern überquert wurde. Auch nach Carboneras blieben die Fahrer weiter in Meeresnähe und passierten wenig später einen weiteren Anstieg, der jedoch ebenfalls mit keiner Bergwertung versehen war. Die Fahrer befanden sich nun im Parque Natural del Cabo de Gata-Níjar, wo 10,2 Kilometer vor dem Ziel in Ruescas ein Zwischensprint ausgefahren wurde, bei dem auch Bonussekunden vergeben wurden. Anschließend führte die Strecke durch die Ortschaft Cabo de Gata, ehe kurz vor der Küste eine Linkskurve folgte, die auf die rund dreieinhalb Kilometer lange Zielgerade führte, die parallel zur Küste verlief. Die Ziellinie befand sich kurz vor La Almadraba de Monteleva.
|                | Ort                       | Kilometer |
| -------------- | ------------------------- | --------- |
| Start          | Alhama de Murcia (ElPozo) | 0         |
| Zwischensprint | Ruescas                   | 181,0     |
| Bonussprint    | Ruescas                   | 181,0     |
| Ziel           | Cabo de Gata              | 191,2     |

## Rennverlauf und Ergebnisse
Im Vorfeld der 11. Etappe kam es erneut zu positiven COVID-19-Tests. Mit Simon Yates (BikeExchange-Jayco) und Pavel Sivakov (Ineos Grenadiers) waren diesmal jedoch Fahrer betroffen, die in der Gesamtwertung in den Top 10 lagen und um einen möglichen Podiumsplatz kämpften. Beide nahmen das Rennen ebenso wie das Kern Pharma-Trio Roger Adrià, Pau Miquel und Héctor Carretero, die ebenfalls positiv getestet worden waren, nicht in Angriff.
Mit Vojtěch Řepa (Kern Pharma), Joan Bou (Euskaltel-Euskadi) und Jetse Bol (Burgos-BH) setzten nach dem Start drei Fahrer vom Peloton ab. Das Hauptfeld gewährte dem Trio einen Vorsprung von rund vier Minuten, wobei keiner der Fahrer eine Gefahr für die Gesamtklassement-Fahrer darstellte. Bei der Durchfahrung von Carboneras, rund 64 Kilometer vor dem Ziel, kam zunächst Vojtěch Řepa in der Ausreißergruppe zu Sturz, ehe auch der Weltmeister Julian Alaphilippe (Quick-Step Alpha Vinyl) in einer Rechtskurve stürzte. Während Vojtěch Řepa das Rennen wieder aufnehmen konnte und wenig später erneut zur Spitzengruppe aufschloss, musste Julian Alaphilippe die Rundfahrt aufgeben. Als der Vorsprung der Ausreißergruppe 52 Kilometer vor dem Ziel auf rund eine Minute geschmolzen war, griff Jetse Bol an und löste sich von seinen Fluchtgefährten. Während Vojtěch Řepa und Joan Bou wenig später vom Hauptfeld gestellt wurden, baute der Niederländer seinen Vorsprung noch einmal aus, ehe auch er rund 26 Kilometer vor dem Ziel eingeholt wurde.
Den Zwischensprint, der rund 10 Kilometer vor dem Ziel ausgefahren wurde, gewann Mads Pedersen (Trek-Segafredo), der seine Führung in der Punktewertung somit weiter ausbaute. Im Finale bestimmte in erster Linie das Team BikeExchange-Jayco das Tempo und positionierte sich auf der langen Zielgeraden neben dem linken Straßenrand. Da der Wind vom Meer kam, das sich auf der rechten Seite der Fahrer befand, konnte die australische Mannschaft den Sprint ideal für Kaden Groves anfahren. John Degenkolb (DSM) eröffnete den Sprint rund 300 Meter vor dem Ziel, wurde jedoch im Finale von mehreren Fahrern überholt. Auf den letzten Metern schob sich Kaden Groves an den anderen Sprinter vorbei und feierte vor Danny Van Poppel (Bora-hansgrohe) und Tim Merlier (Alpecin-Deceuninck) seinen ersten Grand-Tour-Etappensieg. Mads Pedersen, der Führende in der Punktewertung, belegte den fünften Rang und hatte nun bereits einen Vorsprung von 99 Punkten auf seinen ersten Verfolger. In der Gesamtwertung Ben O’Connor (AG2R Citroën) und Thymen Arensman (DSM) nach dem Ausscheiden von Simon Yates und Pavel Sivakov in die Top 10 vor. Mit Ausnahme von Julian Alaphilippe erreichten alle Starter das Ziel, womit noch 150 Fahrer in der Rundfahrt verblieben.
| \| Etappenergebnis \| Etappenergebnis \| Etappenergebnis \| Etappenergebnis \| Etappenergebnis \| \| Fahrer \| Fahrer \| Land \| Team \| Zeit \| \| --------------- \| ---------------- \| ---------------------- \| ---------------------------------- \| --------------- \| \| 1. \| Kaden Groves \| Australien \| Team BikeExchange-Jayco \| 5 h 03 min 14 s \| \| 2. \| Danny van Poppel \| Niederlande \| Bora-Hansgrohe \| + 0 s \| \| 3. \| Tim Merlier \| Belgien \| Alpecin-Deceuninck \| + 0 s \| \| 4. \| Sebastián Molano \| Kolumbien \| UAE Team Emirates \| + 0 s \| \| 5. \| Mads Pedersen \| Dänemark \| Trek-Segafredo \| + 0 s \| \| 6. \| Daniel McLay \| Vereinigtes Königreich \| Arkéa-Samsic \| + 0 s \| \| 7. \| John Degenkolb \| Deutschland \| Team DSM \| + 0 s \| \| 8. \| Fred Wright \| Vereinigtes Königreich \| Bahrain Victorious \| + 0 s \| \| 9. \| Cedric Beullens \| Belgien \| Lotto-Soudal \| + 0 s \| \| 10. \| Boy van Poppel \| Niederlande \| Intermarché-Wanty-Gobert Matériaux \| + 0 s \| |                  |                        |                                    |                 |
| |                  |                        |                                    |                 |
| Quelle: ProCyclingStats |                  |                        |                                    |                 |
| Etappenergebnis |                  |                        |                                    |                 |
| Fahrer | Fahrer           | Land                   | Team                               | Zeit            |
| 1. | Kaden Groves     | Australien             | Team BikeExchange-Jayco            | 5 h 03 min 14 s |
| 2. | Danny van Poppel | Niederlande            | Bora-Hansgrohe                     | + 0 s           |
| 3. | Tim Merlier      | Belgien                | Alpecin-Deceuninck                 | + 0 s           |
| 4. | Sebastián Molano | Kolumbien              | UAE Team Emirates                  | + 0 s           |
| 5. | Mads Pedersen    | Dänemark               | Trek-Segafredo                     | + 0 s           |
| 6. | Daniel McLay     | Vereinigtes Königreich | Arkéa-Samsic                       | + 0 s           |
| 7. | John Degenkolb   | Deutschland            | Team DSM                           | + 0 s           |
| 8. | Fred Wright      | Vereinigtes Königreich | Bahrain Victorious                 | + 0 s           |
| 9. | Cedric Beullens  | Belgien                | Lotto-Soudal                       | + 0 s           |
| 10. | Boy van Poppel   | Niederlande            | Intermarché-Wanty-Gobert Matériaux | + 0 s           |

## Gesamtstände
| \| Gesamtwertung \| Gesamtwertung \| Gesamtwertung \| Gesamtwertung \| Gesamtwertung \| \| Fahrer \| Fahrer \| Land \| Team \| Zeit \| \| ------------- \| ------------------ \| ---------------------- \| ---------------------- \| ---------------- \| \| 1. \| Remco Evenepoel \| Belgien \| Quick-Step Alpha Vinyl \| 39 h 39 min 04 s \| \| 2. \| Primož Roglič \| Slowenien \| Jumbo-Visma \| + 2 min 41 s \| \| 3. \| Enric Mas \| Spanien \| Movistar Team \| + 3 min 03 s \| \| 4. \| Carlos Rodríguez \| Spanien \| Ineos Grenadiers \| + 3 min 55 s \| \| 5. \| Juan Ayuso \| Spanien \| UAE Team Emirates \| + 4 min 53 s \| \| 6. \| João Almeida \| Portugal \| UAE Team Emirates \| + 6 min 45 s \| \| 7. \| Miguel Ángel López \| Kolumbien \| Astana Qazaqstan Team \| + 6 min 50 s \| \| 8. \| Tao Geoghegan Hart \| Vereinigtes Königreich \| Ineos Grenadiers \| + 7 min 37 s \| \| 9. \| Ben O’Connor \| Australien \| AG2R Citroën Team \| + 7 min 46 s \| \| 10. \| Thymen Arensman \| Niederlande \| Team DSM \| + 8 min 44 s \| |                    |                        |                        |                  |
| |                    |                        |                        |                  |
| Quelle: ProCyclingStats |                    |                        |                        |                  |
| Gesamtwertung |                    |                        |                        |                  |
| Fahrer | Fahrer             | Land                   | Team                   | Zeit             |
| 1. | Remco Evenepoel    | Belgien                | Quick-Step Alpha Vinyl | 39 h 39 min 04 s |
| 2. | Primož Roglič      | Slowenien              | Jumbo-Visma            | + 2 min 41 s     |
| 3. | Enric Mas          | Spanien                | Movistar Team          | + 3 min 03 s     |
| 4. | Carlos Rodríguez   | Spanien                | Ineos Grenadiers       | + 3 min 55 s     |
| 5. | Juan Ayuso         | Spanien                | UAE Team Emirates      | + 4 min 53 s     |
| 6. | João Almeida       | Portugal               | UAE Team Emirates      | + 6 min 45 s     |
| 7. | Miguel Ángel López | Kolumbien              | Astana Qazaqstan Team  | + 6 min 50 s     |
| 8. | Tao Geoghegan Hart | Vereinigtes Königreich | Ineos Grenadiers       | + 7 min 37 s     |
| 9. | Ben O’Connor       | Australien             | AG2R Citroën Team      | + 7 min 46 s     |
| 10. | Thymen Arensman    | Niederlande            | Team DSM               | + 8 min 44 s     |

| Punktewertung | Punktewertung       | Punktewertung          | Punktewertung           | Punktewertung |
| Fahrer        | Fahrer              | Land                   | Team                    | Punkte        |
| ------------- | ------------------- | ---------------------- | ----------------------- | ------------- |
| 1.            | Mads Pedersen       | Dänemark               | Trek-Segafredo          | 184 P.        |
| 2.            | Remco Evenepoel     | Belgien                | Quick-Step Alpha Vinyl  | 85 P.         |
| 3.            | Marc Soler          | Spanien                | UAE Team Emirates       | 81 P.         |
| 4.            | Fred Wright         | Vereinigtes Königreich | Bahrain Victorious      | 78 P.         |
| 5.            | Primož Roglič       | Slowenien              | Jumbo-Visma             | 73 P.         |
| 6.            | Samuele Battistella | Italien                | Astana Qazaqstan Team   | 67 P.         |
| 7.            | Enric Mas           | Spanien                | Movistar Team           | 61 P.         |
| 8.            | Kaden Groves        | Australien             | Team BikeExchange-Jayco | 60 P.         |
| 9.            | Daniel McLay        | Vereinigtes Königreich | Arkéa-Samsic            | 56 P.         |
| 10.           | Tim Merlier         | Belgien                | Alpecin-Deceuninck      | 56 P.         |

| Bergwertung | Bergwertung     | Bergwertung | Bergwertung                        | Bergwertung |
| Fahrer      | Fahrer          | Land        | Team                               | Punkte      |
| ----------- | --------------- | ----------- | ---------------------------------- | ----------- |
| 1.          | Jay Vine        | Australien  | Alpecin-Deceuninck                 | 40 P.       |
| 2.          | Robert Stannard | Australien  | Alpecin-Deceuninck                 | 21 P.       |
| 3.          | Jimmy Janssens  | Belgien     | Alpecin-Deceuninck                 | 17 P.       |
| 4.          | Marc Soler      | Spanien     | UAE Team Emirates                  | 16 P.       |
| 5.          | Thibaut Pinot   | Frankreich  | Groupama-FDJ                       | 12 P.       |
| 6.          | Rubén Fernández | Spanien     | Cofidis                            | 11 P.       |
| 7.          | Louis Meintjes  | Südafrika   | Intermarché-Wanty-Gobert Matériaux | 10 P.       |
| 8.          | Mark Padun      | Ukraine     | EF Education-EasyPost              | 10 P.       |
| 9.          | Jesús Herrada   | Spanien     | Cofidis                            | 10 P.       |
| 10.         | Remco Evenepoel | Belgien     | Quick-Step Alpha Vinyl             | 9 P.        |

| Nachwuchswertung | Nachwuchswertung    | Nachwuchswertung | Nachwuchswertung       | Nachwuchswertung |
| Fahrer           | Fahrer              | Land             | Team                   | Zeit             |
| ---------------- | ------------------- | ---------------- | ---------------------- | ---------------- |
| 1.               | Remco Evenepoel     | Belgien          | Quick-Step Alpha Vinyl | 39 h 39 min 04 s |
| 2.               | Carlos Rodríguez    | Spanien          | Ineos Grenadiers       | + 3 min 55 s     |
| 3.               | Juan Ayuso          | Spanien          | UAE Team Emirates      | + 4 min 53 s     |
| 4.               | João Almeida        | Portugal         | UAE Team Emirates      | + 6 min 45 s     |
| 5.               | Thymen Arensman     | Niederlande      | Team DSM               | + 8 min 44 s     |
| 6.               | Gino Mäder          | Schweiz          | Bahrain Victorious     | + 11 min 52 s    |
| 7.               | Sergio Higuita      | Kolumbien        | Bora-Hansgrohe         | + 13 min 36 s    |
| 8.               | José Félix Parra    | Spanien          | Equipo Kern Pharma     | + 25 min 09 s    |
| 9.               | Clément Champoussin | Frankreich       | AG2R Citroën Team      | + 39 min 00 s    |
| 10.              | Santiago Buitrago   | Kolumbien        | Bahrain Victorious     | + 39 min 54 s    |

| Mannschaftswertung | Mannschaftswertung                 | Mannschaftswertung           | Mannschaftswertung |
| Team               | Team                               | Land                         | Zeit               |
| ------------------ | ---------------------------------- | ---------------------------- | ------------------ |
| 1.                 | Ineos Grenadiers                   | Vereinigtes Königreich       | 118 h 23 min 43 s  |
| 2.                 | UAE Team Emirates                  | Vereinigte Arabische Emirate | + 29 s             |
| 3.                 | Bahrain Victorious                 | Bahrain                      | + 11 min 31 s      |
| 4.                 | Movistar Team                      | Spanien                      | + 12 min 45 s      |
| 5.                 | EF Education-EasyPost              | Vereinigte Staaten           | + 14 min 02 s      |
| 6.                 | Astana Qazaqstan Team              | Kasachstan                   | + 14 min 09 s      |
| 7.                 | Intermarché-Wanty-Gobert Matériaux | Belgien                      | + 16 min 43 s      |
| 8.                 | Jumbo-Visma                        | Niederlande                  | + 19 min 01 s      |
| 9.                 | Bora-Hansgrohe                     | Deutschland                  | + 19 min 51 s      |
| 10.                | Groupama-FDJ                       | Frankreich                   | + 43 min 50 s      |

## Ausgeschiedene Fahrer
Die folgenden Fahrer waren aus der Tour ausgeschieden:
- Julian Alaphilippe (Quick-Step Alpha Vinyl Team) – DNF wegen Sturzfolgen
- Simon Yates (Team BikeExchange-Jayco) – DNS wegen positiven Coronatests
- Pavel Sivakov (Ineos Grenadiers) – DNS wegen positiven Coronatests
- Roger Adrià (Equipo Kern Pharma) – DNS wegen positiven Coronatests
- Hector Carretero (Equipo Kern Pharma) – DNS wegen positiven Coronatests
- Pau Miquel (Equipo Kern Pharma) – DNS wegen positiven Coronatests